# Nemaclinus
Nemaclinus is een monotypisch geslacht van straalvinnige vissen uit de familie van slijmvissen (Labrisomidae).

## Soort
- Nemaclinus atelestos Böhlke & Springer, 1975